# Encephalartos cupidus
Encephalartos cupidus (лат.) — вид вечнозелёных саговниковых растений рода Энцефаляртос (Encephalartos) семейства Замиевые. Произрастает в Южной Африке, в провинции Лимпопо, на высотах от 700 до 1500 метров.

## Описание
Бесстебельное растение с подземным побегом 15—40 см в высоту и 20—30 см в диаметре. Ветвей нет, перистые листья образуют на верхушке крону, достигающую 100 см. Каждый лист состоит из ланцетных листочков с колючими краями, расположенных под углом 50—100° вдоль стебля. Листочки длиной в среднем 10—15 сантиметров, шириной 10—12 мм. Вид двудомный, образует одиночные мужские шишки яблочно-зелёного цвета, веретенообразной формы, длиной 18—30 см, с плодоножкой. Женские шишки яйцевидной формы, обычно одиночные, но иногда парами, длиной 20—30 см. Семена яйцевидные, длиной 25—35 мм, шириной 15—20 мм, саркотеста оранжевая или жёлтая.

## Распространение
Вид распространён в ЮАР — провинции Лимпопо (регионально вымер) и Мпумаланга. Произрастает на высоте от 700 до 1500 метров над уровнем моря. Растёт на открытых травянистых площадях на крутых скалистых склонах или скалах.

## Использование
Растения используются как местное средство народной медицины. Этот вид сильно пострадал в результате чрезмерного сбора для декоративных целей. Засухи и пожары также являются причиной гибели сеянцев. Большинство из оставшихся растений находится в пределах резервата Blyderivierspoort Nature Reserve.